# Magyary-Kossa Sámuel (ügyvéd)
Nagy-sarlói Magyary-Kossa Sámuel (Tiszaroff, 1849. augusztus 20. – Tápiószentmárton, 1921. április 2.) ügyvéd, földbirtokos, genealógus, könyvgyűjtő.

## Élete
Magyary-Kossa Lajos földbirtokos és zalakapolcsi Domonkos Beatrix fia. Tanulmányait a szülői háznál kezdte, a gimnázium I. és II. osztályát a Szőnyi-intézetben Pesten, a III., IV.-et, megbetegedvén, ismét a szülő háznál és mint magántanuló Debrecenben, végül az V-VIII. osztályokat Budapesten az református gimnáziumban 1868 júliusában végezte. A jogot a budapesti egyetemen hallgatta. 1872. november 25-től 1873. márciusig Mérő János ügyvédi irodájában gyakornok volt. 1873. március 9-től novemberig mint díjtalan gyakornok a királyi táblánál működött. 1873. novembertől 1874. februárig Okolicsányi Ödön ügyvédi irodájában dolgozott. Igazságügyminiszteri engedéllyel, 15 havi gyakorlat után, 1874. június 30-án a közügyvédi, november 9-én a váltóügyvédi vizsgálatot tette le. 1875-től Tiszaroffon lakott apjával, 1879-ben pedig tápiószentmártoni birtokán telepedett le, ahol gazdálkodott; azonban idejének legnagyobb részét szellemi foglalkozással töltötte el. Később birtokait haszonbérbe adva nyugalomba vonult és egyedül tanulmányainak élt. 
Birtokán Tápiószentmártonban nevezetes magánkönyvtára volt, melyet még ősapja Magyary-Kossa István alapított a 18. század elején, utódai gyarapították és 4000 kötetre növelték. Magyary-Kossa Sámuel 1875-ben megvette roffi Borbély Lajos 1500 kötetből álló könyvtárát és 1879-ben Kátai Gábor karcagi orvosét (5000 kötet); ezt maga is szaporítván, 16 000 kötetnyi könyvtára lett, melynek elhelyezésére 1892-ben kényelmes, karzattal ellátott termet építtetett. Később genealógiával foglalkozott és ennek adatait gyűjtötte egy nagyobb családtörténeti munkájához.
Az 1870-es években több költeménye jelent meg a fővárosi lapokban.

## Műve
- Varrodeiasz. Bpest, 1900 (Lustig Witzlieb álnévvel, kézirat gyanánt; tréfás hősköltemény)

Szerkesztette: A pesti helv. hitv. önképző társulatnak Emlékkönyvét Pesten 1868-ban (Farkasdi Dezső- és Láncz Gyulával együtt. Ebbe is vannak versei.)